# Jarki (Baikal)
Jarki (russisch Ярки) ist eine Insel im nördlichen Teil des Baikalsees, die sich unweit des Dorfes Nischneangarsk an der Mündung des Flusses Kitschera im Rajon Sewero-Baikalski der russischen Republik Burjatien befindet. In der Form eines Bogens erstreckt sich die Nehrung von Nordwest nach Südost über eine Länge von mehr als 14 km bei einer Breite von 100 m im mittleren Teil und etwa 400 m an ihren Enden. Die ursprünglich aus Sedimenten entstandene Insel trennt südlich das Delta der Flüsse Obere Angara und Kitschera vom Baikalsee, sodass sich eine seichte Lagune bildete.
Vor dem Bau des Irkutsker Stausees in den 1950er Jahren und dem damit einhergehenden Anstieg des Wasserstandes des Baikalsees um 0,8 m besaß die Insel eine Fläche von 3,7 km², heute sind es etwa 1,8 km². Aufgrund ihres sandigen geologischen Aufbaus besteht dadurch die Gefahr der Zerstörung der Insel, einhergehend mit der Bildung von Hügelketten. Die mittlere Unterspülungsgeschwindigkeit betrug in den Jahren 1976 bis 2006 etwa 16 m³ pro Jahr und Meter. Der Erosionsprozess wird seit den 1970er Jahren durch die Reduktion der mitgeführten Flusssedimente verstärkt. Nach Expertenmeinung besitzt das Eiland eine große Bedeutung im Ökosystem des Baikals. Wenn es zerstört würde, könnte das verschmutzte, sumpfige Lagunenwasser in den See gelangen und zu einer ökologischen Katastrophe führen.
Die Vegetation wird von Zwerg-Kiefer und Birkenhainen geprägt.
Es wird begonnen, die größtenteils naturbelassenen Sandstrände touristisch zu vermarkten. In geschützten Bereichen kann sich das Wasser auf bis zu 24 °C erwärmen.